# Тім Шоу (плавець)
Тім Шоу (англ. Tim Shaw; нар. 8 листопада 1957, Лонґ-Біч, округ Лос-Анджелес, Каліфорнія, США) — американський плавець і ватерполіст.
Призер Олімпійських Ігор 1984 року, учасник 1976 року.
Чемпіон світу з водних видів спорту 1975 року.
Переможець Панамериканських ігор 1983 року.